# Pueblo chatino
Los chatinos son un pueblo indígena de México que vive al suroeste del estado de  Oaxaca. Ellos mismos se llaman kitse cha'tnio, en referencia a su lengua cha'cña. 
El área en el que habitan es rica en recursos naturales, pero la mayoría de los chatinos se dedican a la agricultura, que depende mucho del clima y, por tanto, algunos chatinos deben emigrar a las fincas del distrito de Juquila para trabajar en las plantaciones de café. La mayoría de las comunidades chatinas tienen servicios públicos, y en varios municipios existen pistas de aterrizaje. Se han establecido escuelas bilingües federales, telesecundarias, secundarias técnicas, bachilleratos y próximamente la Universidad de la región chatina, con sede en el municipio de Santos Reyes Nopala.
Las autoridades tradicionales de este pueblo están organizadas en un sistema basado en cargos civiles y religiosos, en la existencia de un consejo de ancianos como máxima autoridad. Creen en la Santa abuela, el Santo padre dios, la santa madre tierra, la santa madre luna, los dioses del agua, del viento, de la lluvia, de la montaña y del fuego.